# Dornröschen
Dornröschen (en alemany, La bella dorment) és una pel·lícula muda alemanya del 1917 dirigida per Paul Leni basada en un conte de fades.

## Argument
Un rei i la reina, governen un regne de conte de fades en el qual sembla que només hi ha gent feliç. Un dia, quan el governant i les seves dames de companyia es perden a la vora del riu, es troba amb una granota que prediu que aviat serà mare. La granota va dir la veritat, perquè aviat naixerà un nen a la parella reial. Se suposa que la noia es diu La Bella Dorment. El monarca emet una ordre perquè la bona nova del naixement d'un hereu al tron s'escampés per tot el seu regne. Perquè la seva gent també pugui compartir la bona nova, els convida a una celebració fastuosa. Tanmateix, la vella bruixa, que viu aïllada al bosc fosc, no és convidada. Està molt enfadada per això i després maleeix el nen. Segons la seva profecia, la princesa un dia es punxaria amb una filadora i en aquell moment, juntament amb tots els de la cort, cauria en un son profund i interminable. Un embolic impenetrable de roses espinoses hauria d'envair el castell perquè ningú hi pugui accedir.
Una fada, que s'assabenta de la maledicció i és l'única capaç de contrarestar-la, anuncia que un dia vindrà un príncep que travessarà les espines i despertarà la princesa amb un petó. El rei també s'assabenta de la maledicció de la bruixa i després dóna l'ordre de destruir totes les filadores del seu regne. El perill sembla haver estat evitat i la princesa, protegida, es converteix en una dona jove i bonica. Un dia, mentre explora el castell del seu pare, veu una dona gran asseguda a una filadora que gira. No té ni idea que aquesta és la bruixa que la maleeix i no té cap sospita. La Bella Dorment accepta la invitació per provar-se amb la roda i filar un fil. Ella es punxa i la maledicció de la bruixa es fa realitat. Fa cent anys que dorm, i un mar d'espines enorme, gairebé impenetrable, envolta les altes muralles del castell. Un dia ve un príncep que no li fa por aquest obstacle. Va sentir parlar de la maledicció de la bruixa en una posada i la curiositat va dominar-lo. S'obre pas entre les espines i entra al castell. Res ha canviat en els darrers 100 anys, cadascú segueix on era en el moment del son profund. Quan el príncep descobreix la Bella Dorment, queda encantat per la seva gràcia i bellesa. Amb un tendre petó dóna vida a la jove. I amb ella es desperta tota la cort. Ara res no s'oposa a un casament magnífic per als dos joves.